# NGC 3733
NGC 3733 (другие обозначения — UGC 6554, MCG 9-19-123, ZWG 268.55, VV 459, PGC 35797) — спиральная галактика с перемычкой (SBc) в созвездии Большая Медведица.
Этот объект входит в число перечисленных в оригинальной редакции «Нового общего каталога».
В 1980 году в галактике обнаружена вспышка сверхновой типа I, позднее получившей обозначение SN1980D. Сверхновая достигла максимума блеска 15,5m на момент 22 марта 1980 года. Она находилась в 32" к западу и в 113" к северу от ядра галактики.
Галактика NGC 3733 входит в состав группы галактик NGC 3898. Помимо NGC 3733 в группу также входят ещё 9 галактик.